# 格尼 (伊利諾伊州)
格尼（英語：Gurnee）是位於美國伊利諾伊州萊克縣的一個村落。

## 地理
格尼的座標為42°22′00″N 87°56′00″W / 42.36667°N 87.93333°W，而該地最高點為海拔高度216米（即709英尺）。

## 人口
根據2010年美國人口普查的數據，格尼的面積為34.96平方千米，當中陸地面積為34.77平方千米，而水域面積為0.19平方千米。當地共有人口31295人，而人口密度為每平方千米895人。